# Vratislav Mazák
Vratislav Mazák (Kutná Hora, 22 de junio de 1937 - Praga, 9 de septiembre de 1987) fue un biólogo checo especializado en paleoantropología, mastozoología y taxonomía. Además fue pintor, a menudo ilustrando sus libros de zoología.
Fue profesor en la Facultad de Ciencia de la Universidad Carolina y zoólogo del Museo Nacional de Praga. Junto con el Colin Groves, Mazák describió la especie Homo ergaster. También describió la subespecie de tigre Panthera tigris corbetti.

## Principales publicaciones

### En checo
- Naši savci (1970), Nuestros mamíferos
- Kostra velryby v Národním muzeu v Praze a krátký pohled do světa kytovců (1976), El esqueleto de la ballena en el Museo Nacional de Praga y una breve mirada al mundo de los cetáceos
- Jak vznikl člověk: Sága rodu Homo (1977), El Origen del Hombre - La saga del género Homo, con Zdeněk Burian
- Velké kočky a gepardi (1980), Grandes gatos y guepardos
- Jak vznikl člověk: (Sága rodu Homo) (1986), El Origen del Hombre - La saga del género Homo, una edición revisada y ampliada, con Zdeněk Burian
- Kytovci (1988), Cetáceos
- Pravěký člověk (1992), El hombre prehistórico, con Zdeněk Burian

### En alemán
- Der Tiger: Panthera tigris Linnaeus, 1758 (1965)
- Die Namen der Pelztiere und ihrer Felle (1974)
- Der Tiger: Panthera tigris (1979)
- Der Urmensch und seine Vorfahren (1983)